# Музей современной истории России
Музе́й совреме́нной исто́рии Росси́и (до сентября 1998 года Центральный Музей революции СССР, Музей революции) — один из крупнейших музеев новейшей истории в мире.
Музей расположен в центре Москвы (ул. Тверская, 21), в здании — памятнике архитектуры московского классицизма конца XVIII века. С 1831 по 1917 годы в нём размещался московский Английский клуб.

## История
После того как 8 (21) марта 1917 года директор музея Всероссийского Союза городов, известный журналист В. П. Кранихфельд обратился к председателю Исполнительного Комитета Московских общественных организаций Н. М. Кишкину с предложением «безотлагательно созвать совещание из представителей исторической науки и существующих в Москве музеев с целью научной и практической разработки вопроса о создании в Москве Музея революции», 22 марта (4 апреля) 1917 года состоялось совещание, на котором было создано Общество Музея революции.
Начало музейной экспозиции Музея революции было положено в 1922 году, когда к пятилетию октябрьской революции в здании бывшего московского Английского клуба была организована выставка «Красная Москва». В феврале 1924 года подотдел Выставки Истпарта объединился с выставкой в Историко-революционный музей Москвы (по докладу Е. Бош). Официально музей революции был учреждён решением ЦИК от 9.05.1924 г. Вскоре учреждение получило название Государственного музея революции СССР. Первым директором музея был назначен С. И. Мицкевич — профессор Московского университета, один из организаторов Московского рабочего союза.
Главной задачей музея было отражение истории революционно-освободительного движения в России, начиная с XVII века до победы Октябрьской революции. С момента открытия музей активно собирал фонды, открывал экспозиции, посвящённые крестьянским войнам в России, восстанию декабристов, деятельности революционных демократов и народовольцев, российским революциям и гражданской войне. Известные художники дарили ему свои работы. Так, И. Е. Репин прислал в дар музею свои картины «9 января», «Красные похороны», «17 октября 1905 г.», «Царская виселица», а также портрет Керенского.

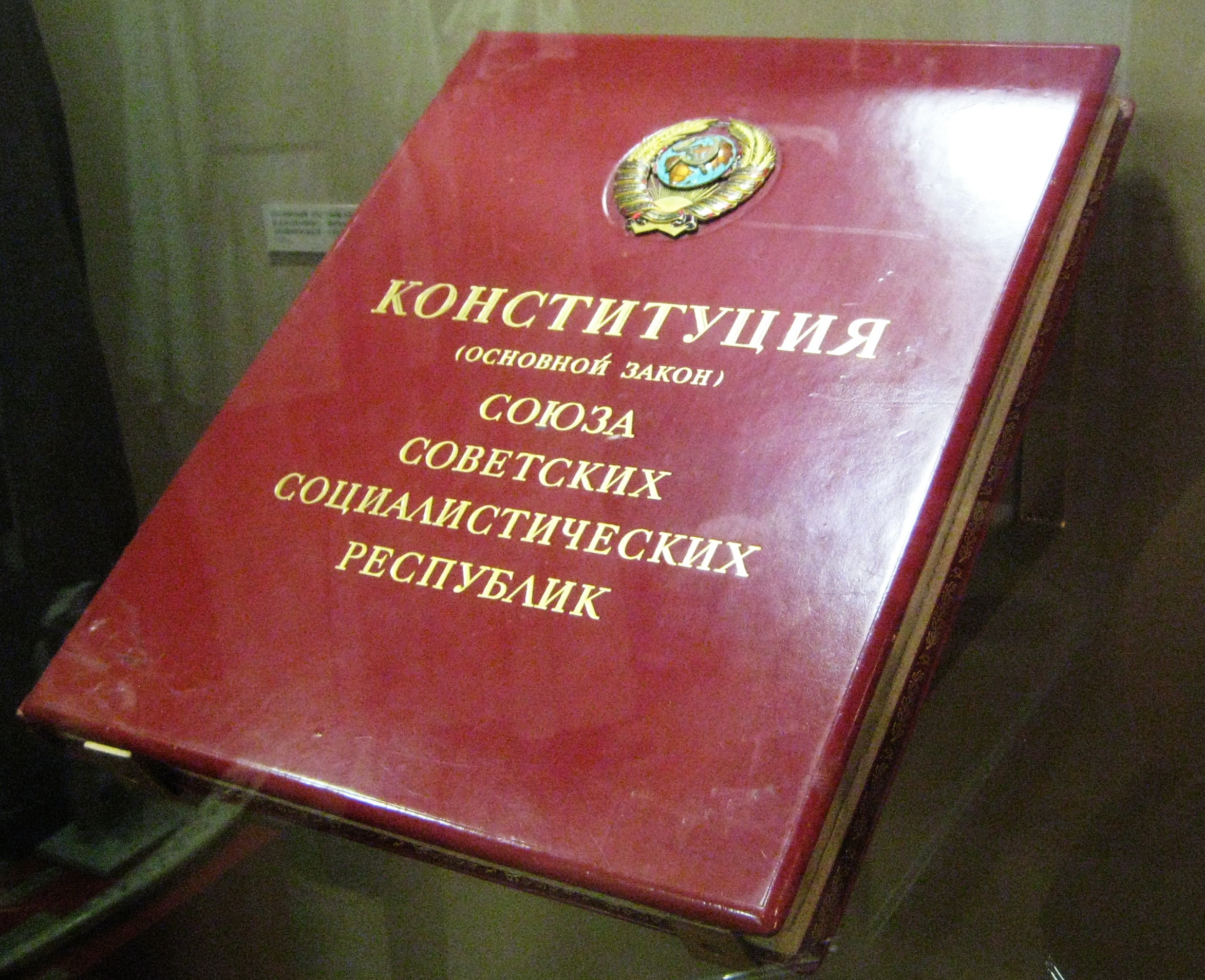

В 1927 году задачи музея были существенно расширены: кроме истории революционного движения, музей стал показывать историю социалистического строительства и достижения нового общества.
В ходе реконструкции Тверской улицы в 1930-х годах у занимаемого музеем здания отсекли по половине боковых флигелей и перенесли на новую линию ограду. Рассматривался вопрос о строительстве с тыльной стороны особняка нового музейного корпуса, однако вскоре от этой идеи отказались.
К началу Великой Отечественной войны музей занимал одно из лидирующих мест среди музеев страны исторического профиля, имел филиалы «Подпольная типография ЦК РСДРП» и "Историко-революционный музей «Красная Пресня». Фондовые коллекции музея к 1941 году составили 1 миллион музейных предметов. Одновременно с экспозицией с 1939 года в музее экспонировалась выставка подарков И. В. Сталину (выставка закрылась после разоблачения культа личности на XX съезде КПСС).

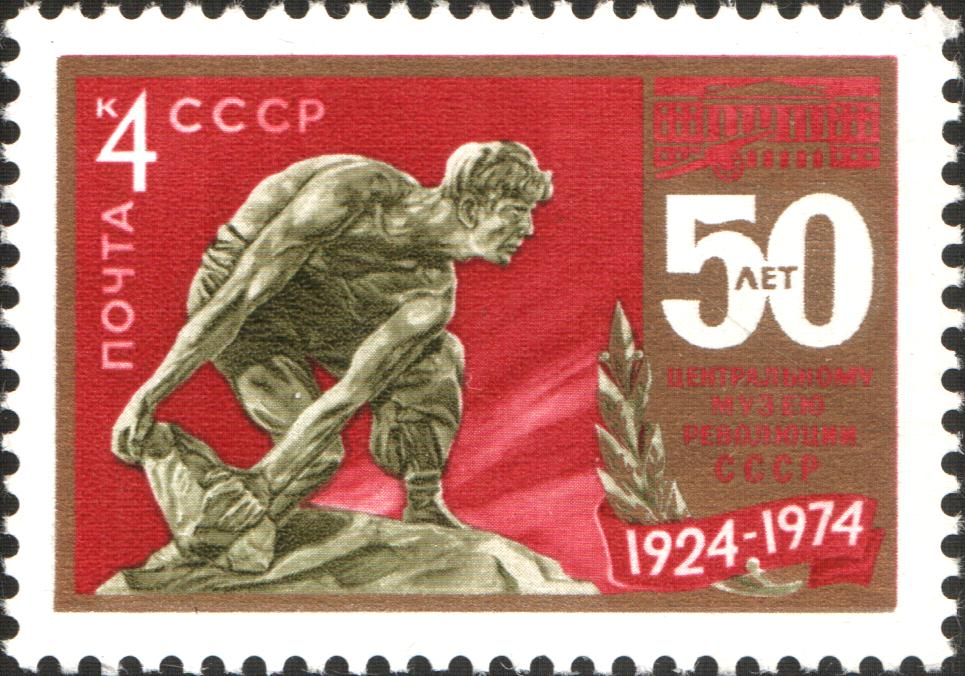
Почтовая марка СССР 1974 года, посвящённая 50-летию музея

С началом войны экспозиция музея была свернута, большая часть коллекций эвакуирована. Тем не менее, в начале июля 1941 года в стенах музея была открыта выставка «Великая Отечественная война советского народа против германского фашизма»; во дворе музея было установлено трофейное оружие: аэроплан, пушки, танк, пулемёты, миномёты. Экспозиция музея начала восстанавливаться с 1944 года.

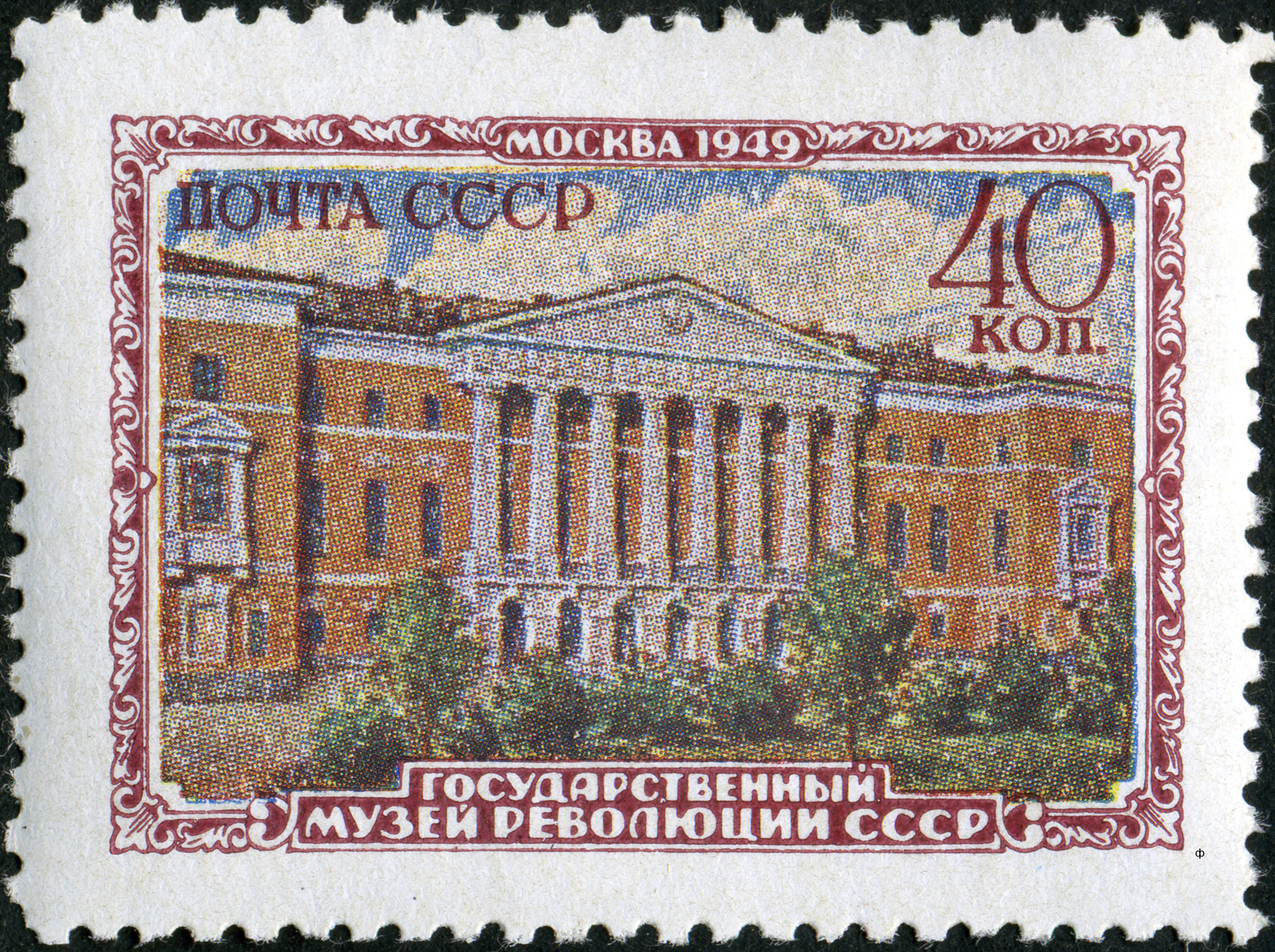
Музей на почтовой марке 1950 года

По решению Комитета по делам культурно-просветительных учреждений при Совете Министров РСФСР от 12 февраля 1947 года, музей перестал заниматься проблемами истории революционно-освободительной борьбы в России и перешёл к проблемам истории российской социал-демократии, трёх российских революций и советского общества. Материалы фондов, не соответствующие новой концепции (более 30 тыс. музейных предметов), были переданы в Государственный исторический музей, а также в Библиотеку иностранной литературы и в Главное архивное управление.

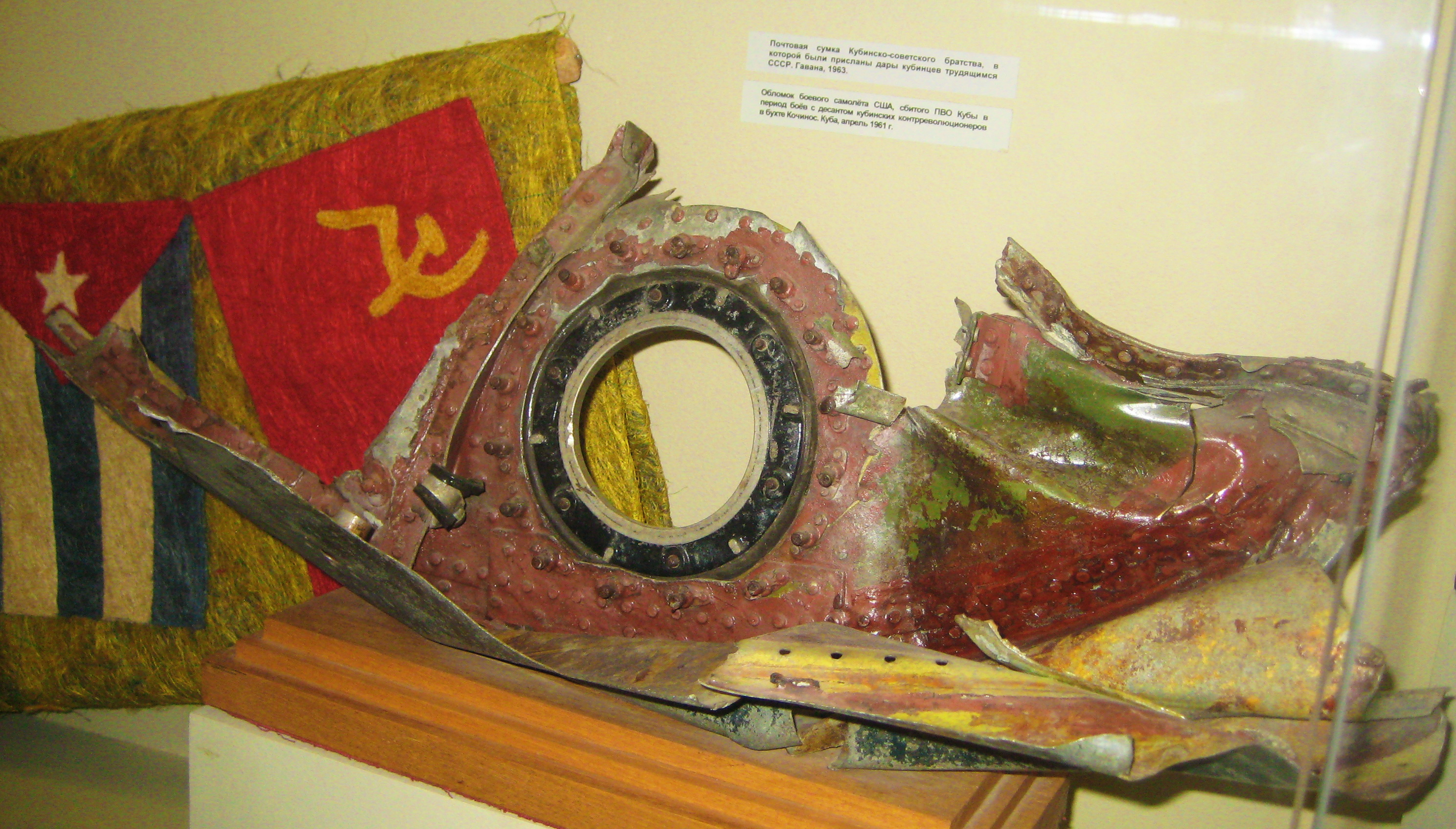
Обломок боевого самолёта США, сбитого ПВО Кубы в период боёв с десантом кубинских контрреволюционеров в бухте Кочинос.

В 1968 году Музей революции стал научно-методическим центром для историко-революционных музеев СССР и первым среди музеев получил статус научно-исследовательского учреждения. В это время стали активно разрабатываться новые для музея темы, связанные с социальным развитием общества: уровнем жизни населения, культурой, здравоохранением, образованием, охраной окружающей среды и другие.
В 1968 году музей получил наименование «Центральный музей революции СССР».
В 1978 году на базе музея «в целях проведения научных исследований в области музееведения, разработки и внедрения современных научных принципов в музейную практику» была образована Лаборатория музееведения, ставшая музееведческим центром широкого профиля по разработке общетеоретических, методических, организационных проблем отечественного музееведения, актуальных проблем истории и организации музейного дела, музееведческой мысли и музейного источниковедения.
В 1984 году началась работа над темой «История музейного дела в СССР». Вышли работы, посвященные музейному строительству, экспозиционно-выставочной и фондовой работе музеев. В 1986 году был издан сборник «Терминологические проблемы музееведения» и словарь «Музейные термины». В 1988 году был подготовлен информационно-справочный каталог «Исторические и краеведческие музеи СССР», в 1990-м — каталог «Исторические музеи союзных стран». В начале 1990-х годов были переизданы работы отечественных музееведов первой половины XX века, ставшие к тому времени библиографической редкостью.
В эпоху перестройки музей открыл для широкого использования свой спецхран, 70 тысяч документальных памятников которого вошли в научный оборот. В начале 1990-x годов в музее была создана целая серия выставок по различным историческим периодам, ставших подготовкой к новой экспозиции музея, которая сегодня охватывает период с середины XIX века до настоящего времени. Открылся новый филиал музея — «Обретая свободу».
В 1998 году музей получил название «Государственный центральный музей современной истории России».

## Музей в наши дни
Фонды музея в настоящее время насчитывают 1 млн. 300 тыс. единиц хранения.
6 декабря 2014 года была утверждена Концепция развития на 2015—2020 годы, в соответствии с которой Музей современной истории России должен стать многофункциональным музейным комплексом. Миссия музея — «популяризация исторического наследия современной России, формирование патриотической гражданской позиции, воспитание гордости и ответственности за настоящее и будущее России у молодого поколения».
В конце декабря 2014 года открылась дискуссионная площадка «Тверская — XXI», где наряду с профессиональными модераторами, известными политиками, общественными деятелями, учеными и представителями сферы культуры принимают участие студенты и молодые преподаватели истории, политологии, социологии, философии и экономики. В рамках площадки «Тверская — XXI» работает открытый лекторий и издается ежемесячный научно-популярный журнал «Живая история», который доступным языком рассказывает о событиях отечественной истории последних полутора веков.
В 2015 году был завершен первый этап ремонтно-реставрационных работ, в ходе которых восстановлен исторический облик фасада и ограды главного здания, а также проведена полномасштабная реставрация знаменитых фигур львов, украшающих ворота музея. В 2016 году открыта постоянная экспозиция, посвященная современному периоду нашей истории. Это первый опыт музейного показа новейшего периода российской истории с 1985 года по настоящее время. Главная идея проекта — дать всестороннее, объективное и аргументированное представление о важнейших событиях новейшей истории России. Особенностью проекта является сочетание подлинных музейных предметов и современных мультимедийных технологий. Интегрированные в экспозиционное пространство многоуровневые интерактивные образовательные программы, составленные на основе документальной хроники, фрагментов интервью, наглядных графиков и диаграмм, помогают «оживить» историю. К столетнему юбилею революции 1917 года в музее открылась выставка «1917. Код революции». На ней представлены редкие архивные документы, фотографии, предметы того времени, уникальные аудиозаписи очевидцев революционных событий и другие экспонаты.

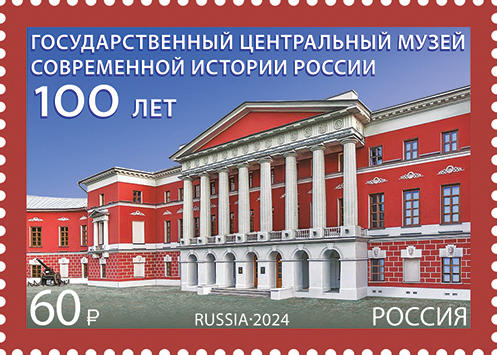
Марка Почты России, 2024 год

В 2024 году Почтой России выпущена марка, посвященная 100-летию музея.

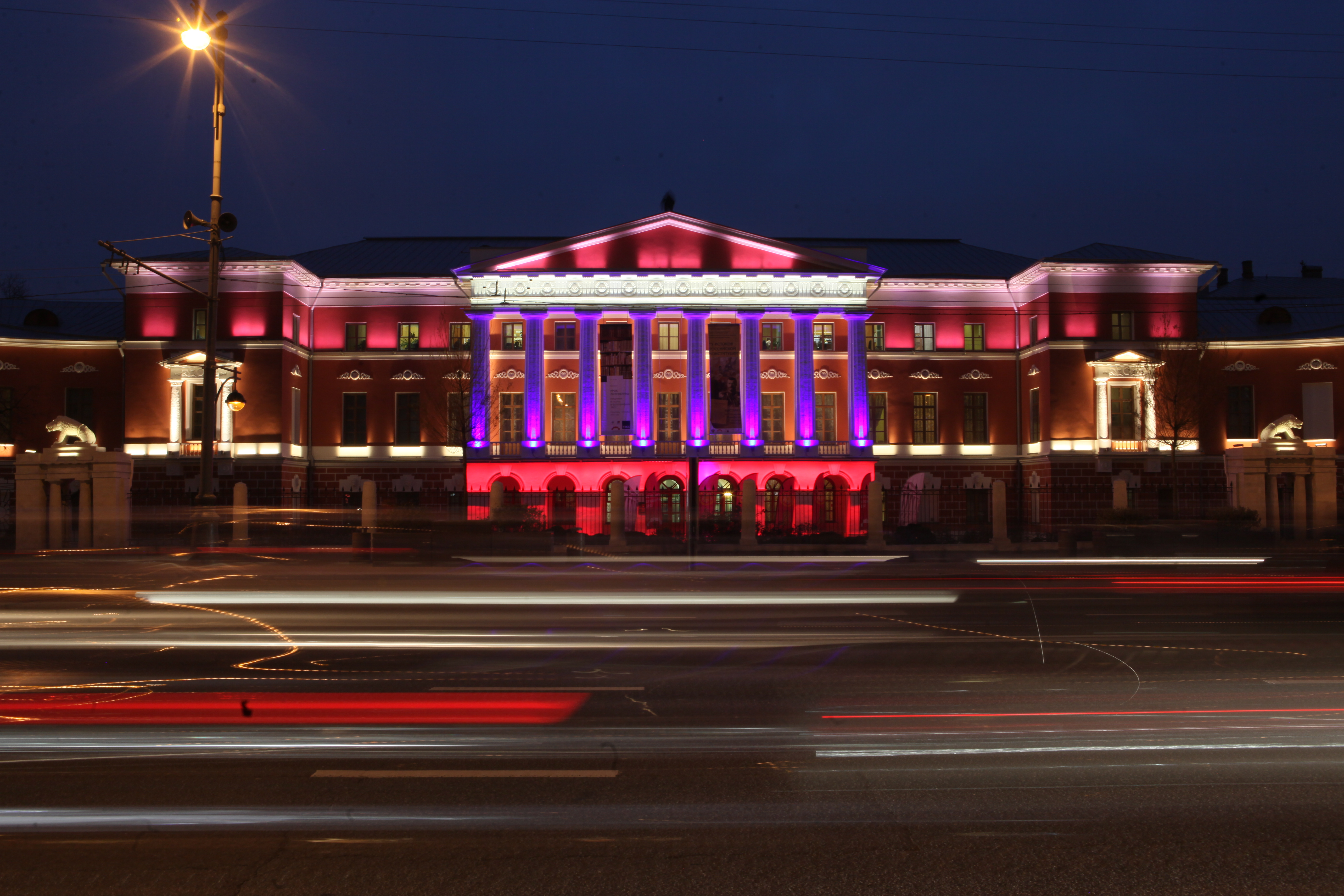
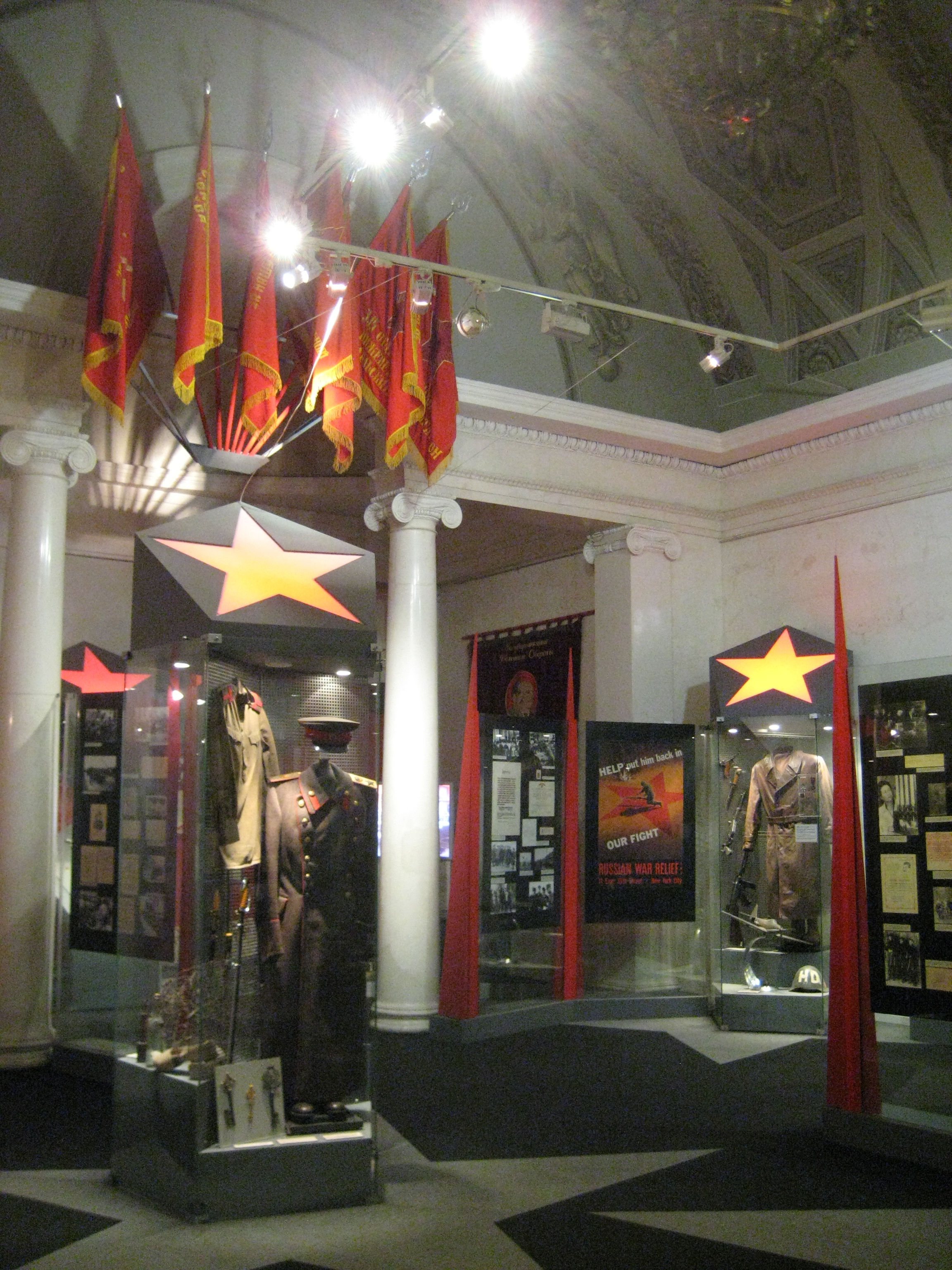
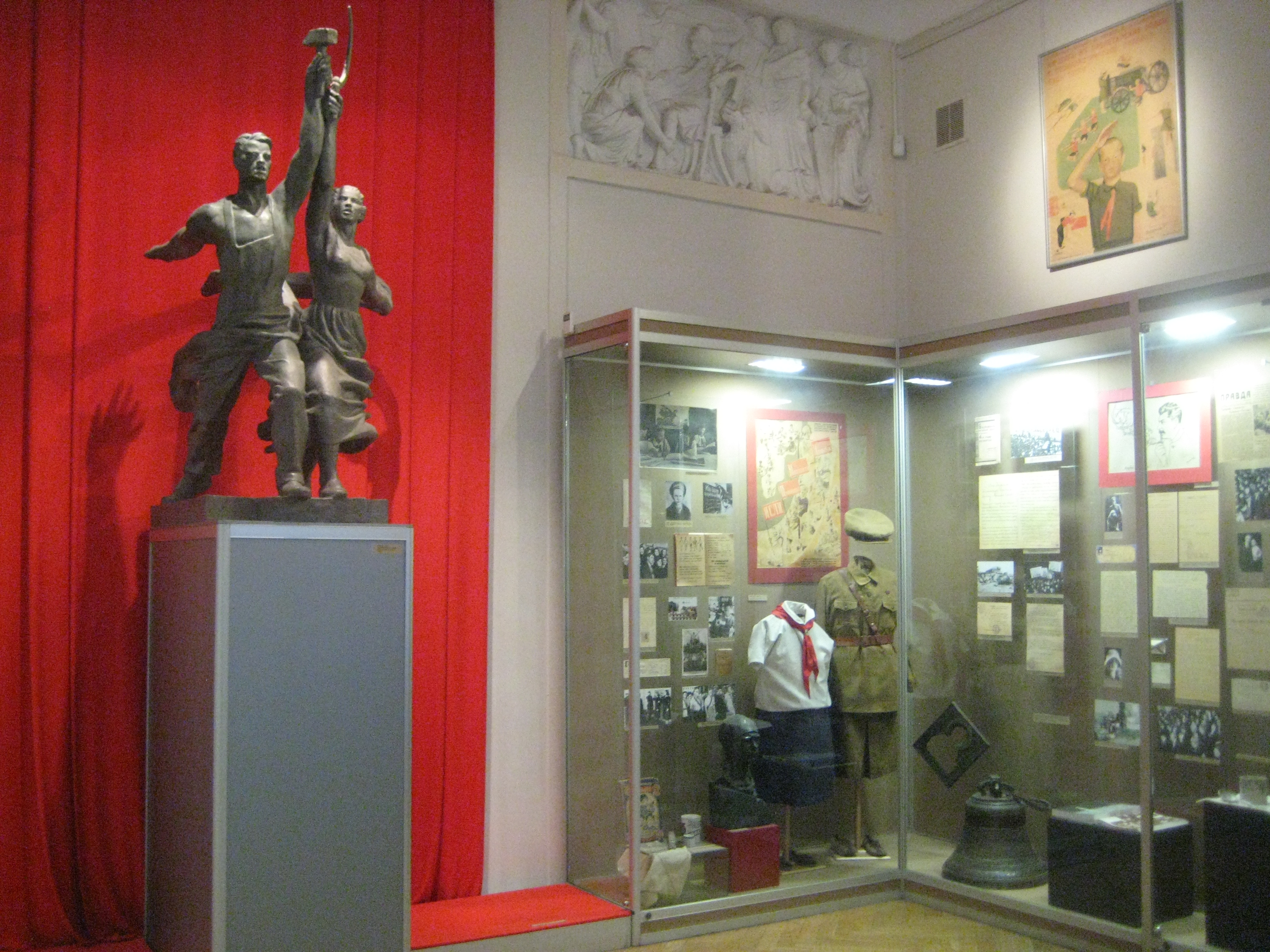
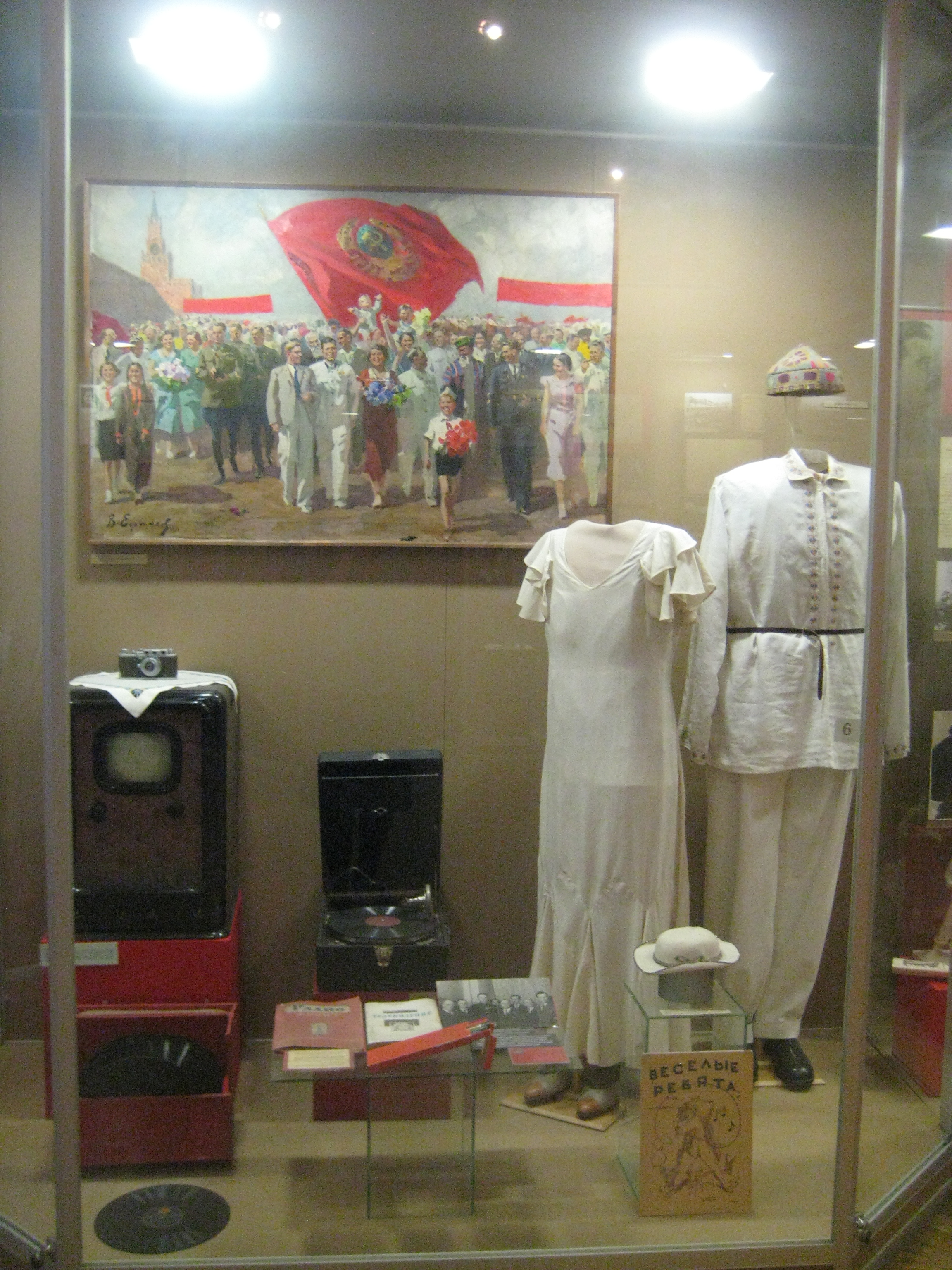
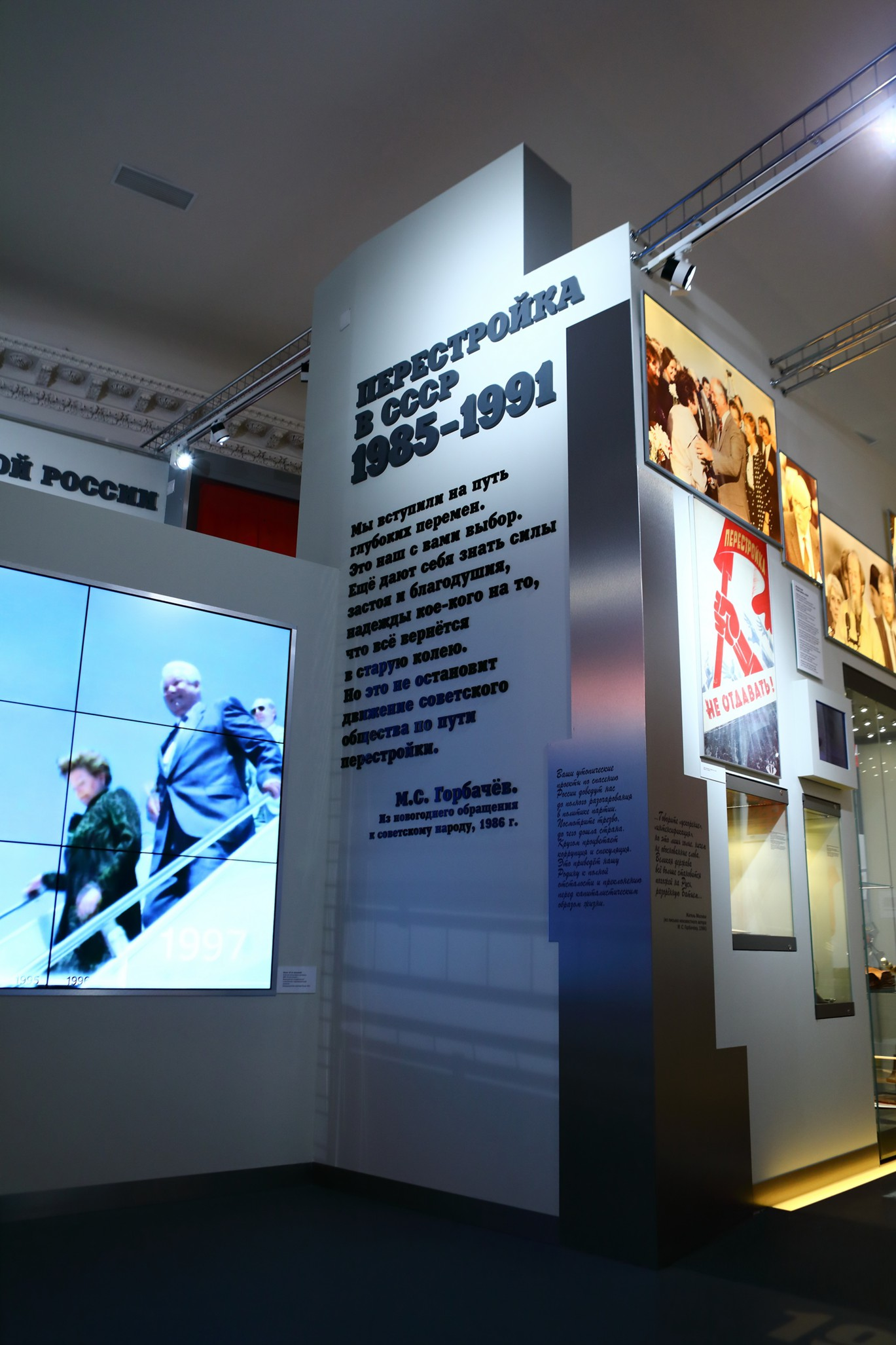
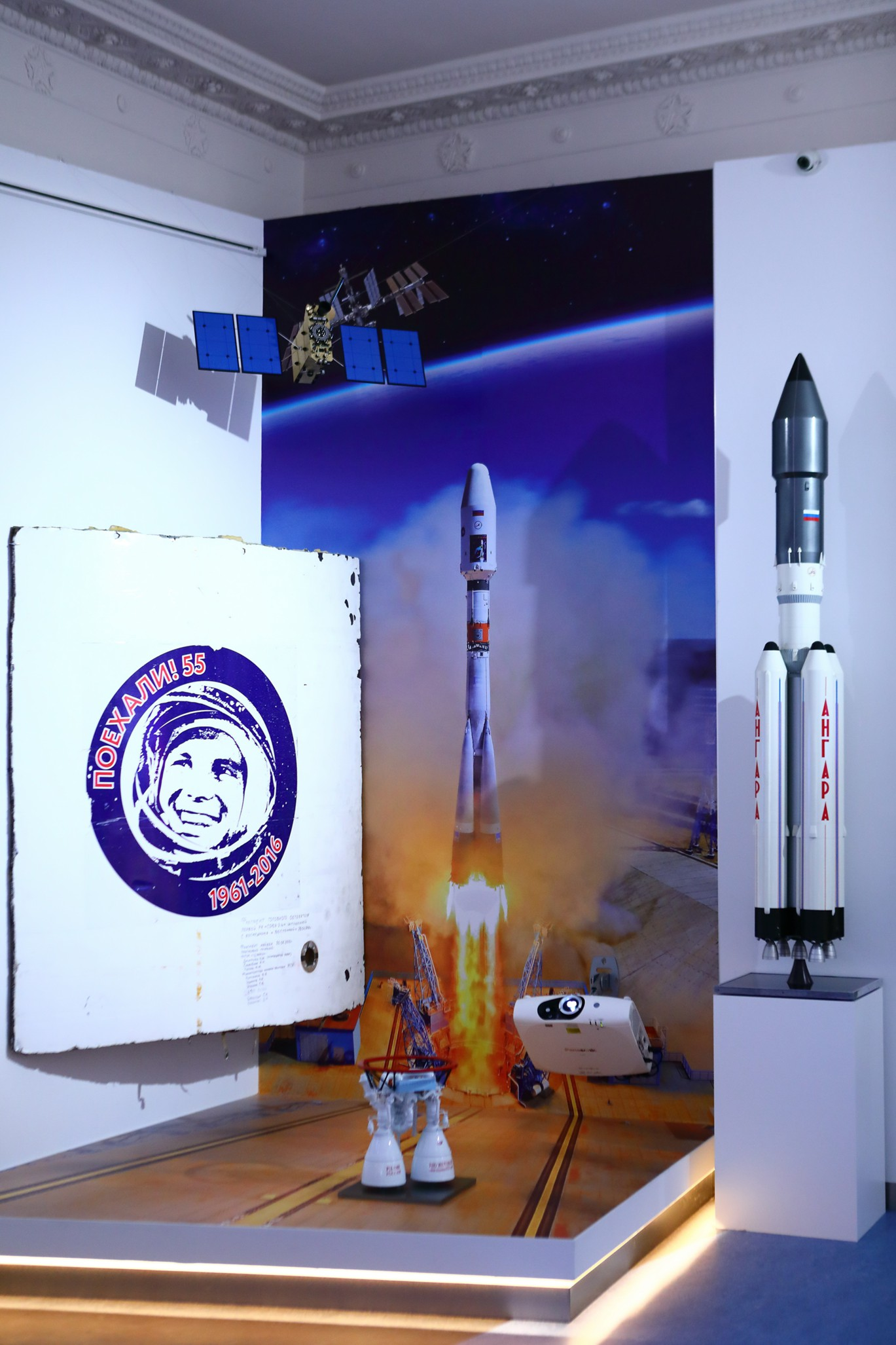
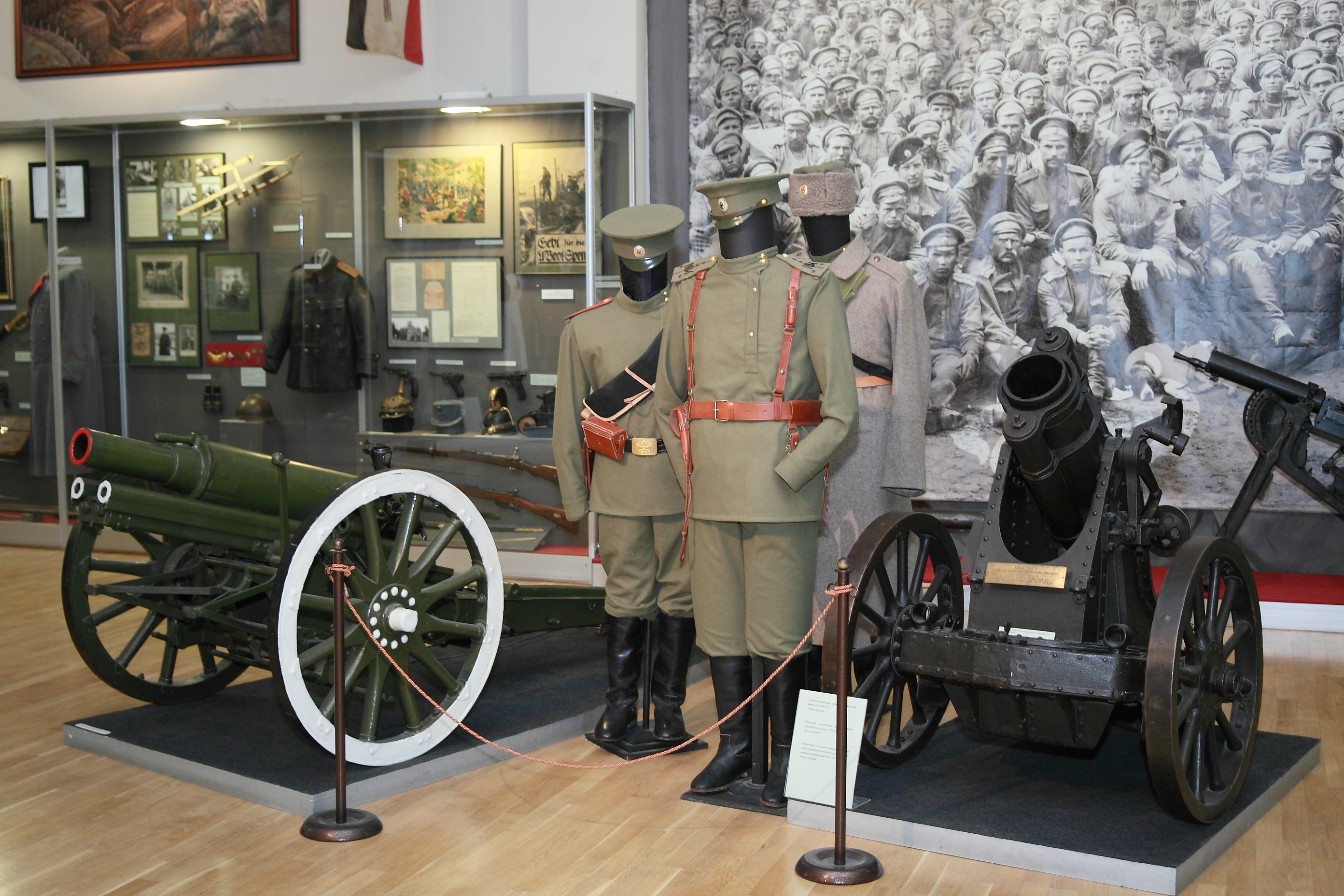
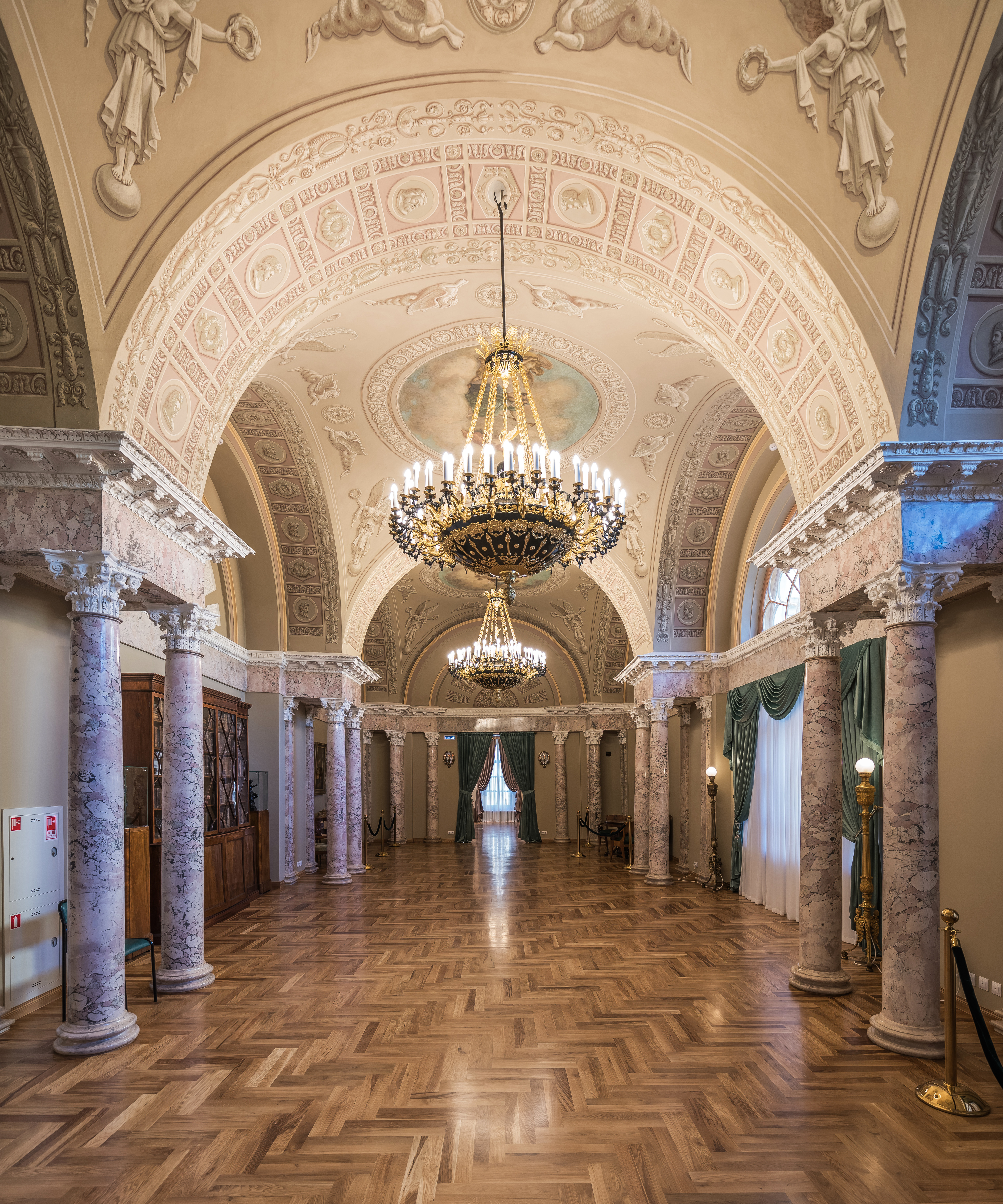

## Директора
- С. И. Черномордик (1922—1924)[15][16][17]
- С. И. Мицкевич (1924—1934)
- Ф. В. Ленгник (1935)
- П. Н. Лепешинский (1935—1936)
- Я. С. Ганецкий (1936—1937)
- Ф. Н. Самойлов (1938—1941)
- А. И. Ловков (1941—1942)
- П. В. Титков (1942—1946)
- А. И. Толстихина (1946—1974)
- Ф .Г. Кротов (1974—1985)
- Т. Г. Шумная (1985—2009)
- С. А. Архангелов (2009—2014)
- И. Я. Великанова (2014 — настоящее время)

## Отделы
- Историко-мемориальный музей «Пресня»
- Подпольная типография 1905—1906 гг.
- Музей-галерея Е. Евтушенко
- Мемориальный музей-квартира Г. М. Кржижановского
- Мемориальный комплекс «Катынь»
- Мемориальный комплекс «Медное»

## Закрывшиеся филиалы музея
- Обретая свободу

## Награды
- Орден «За заслуги в культуре и искусстве» (20 декабря 2024 года) — за большой вклад в сохранение, приумножение и популяризацию культурных ценностей[18].
- Орден Ленина (5 ноября 1967 года) — за большие заслуги в пропаганде идей Великой Октябрьской социалистической революции, исторического опыта строительства социализма и коммунизма в СССР, плодотворную работу по коммунистическому воспитанию трудящихся[19].
- Орден Октябрьской Революции (1974 год)[20].